# Loznitsa
Loznitsa (bulgariska: Лозница) är en ort i Bulgarien.   Den ligger i kommunen Obsjtina Loznitsa och regionen Razgrad, i den nordöstra delen av landet, 270 km öster om huvudstaden Sofia. Loznitsa ligger 265 meter över havet och antalet invånare är 2 971.